# Piotr Bańka
Piotr Bańka (ur. 1972 w Łodzi) – polski kompozytor muzyki instrumentalnej i filmowej, producent muzyczny, twórca muzyki do spektakli teatralnych i słuchowisk radiowych.
Do najważniejszych prac należą realizacje dźwiękowe muzyki do filmów „Wiedźmin”, „Wyjazd integracyjny”, „Dancing 4 U”, “Moja Polska – ostatnia opowieść Ryszarda Kaczorowskiego”, seriali telewizyjnych „M jak Miłość”, „Samo życie”. Bańka jest również autorem czołówek radiowych Polskiego Radia, „Trójki”, Radia Freee, Polskiego Radia Chicago oraz czołówek telewizyjnych m.in. TVP2, a także piosenek, które śpiewali m.in. Olga Bończyk, Krzysztof Cugowski, Marek Torzewski.
Obecnie zawodowo związany ze Sky Media Polska w Lublinie.

## Dyskografia

### Albumy solowe
- 2005 Imaginary Landscapes (LP)
- 2013 Quod Tu Es Fui (SP)
- 2016 Epiphany (EP)
- 2019 The Fall Of Atlantis (SP)
- 2019 Children Of Zaos (LP)
- 2023 Hello World

### Albumy koncepcyjne
- 2000 Living Forever
- 2002 Księgi

## Zamówienia kompozytorskie

### Ekstaza do świętego z feretronu
Utwór o charakterze litanii, inspirowany męczeńską śmiercią o. Maksymiliana Kolbe, zamówiony przez Filharmonię Lubelską do cyklu „Genocyd. Tryptyk o kanonie nadziei”. W przeciwieństwie do klasycznych litanii znanych z liturgii kościołów chrześcijańskich, Ekstaza nie jest skierowana do osoby świętej, ale stanowi w zamyśle kompozytora ostatnie wołanie o pomoc, ostatnią modlitwę człowieka idącego na śmierć. Kompozycja ma formę poematu symfonicznego, w którym na równych prawach – obok orkiestry, chóru i solisty, występują partie instrumentów elektronicznych i dźwięków generowanych w pamięci komputera. Widowisko zostało zarejestrowane w Lublinie w Sali Operowej Centrum Spotkań w grudniu 2017 r. i wyemitowane w paśmie premierowym przez TVP2 i TVP Kultura.

### Unia Narodów
Multimedialny spektakl, powstały w ramach obchodów 450-lecia zawarcia Unii Lubelskiej. Narracja pokazu oparta jest na „Oksfordzkiej historii unii polsko-litewskiej” napisanej przez prof. Roberta Frosta. W warstwie muzycznej, oprócz sekwencji ilustrujących konkretne sceny, wybrzmiewa również kompozycja „Incantation” – finalistka Film Music Contest w Koszycach w kategorii Muzyka Filmowa, a także zaaranżowany na instrumenty elektroniczne XVI wieczny taniec polski „Wesoły”.

## Ważniejsze produkcje muzyczne
- Andrzej Cierniewski „Atlantyda” (2002) | reżyseria nagrań
- Kabaret Ani Mru-Mru | aranżacja i produkcja nagrań
- Artrosis „Fetish” (2001) | co-produkcja i reżyseria nagrań
- Behemoth „Demigod” (2004), „The Apostasy” (2007) | aranżacja partii orkiestrowych i chóralnych, reżyseria nagrań
- Bracia (zespół muzyczny) „Jak Ty”, „Missing Every Moment” (Eurowizja 2003) | reżyseria nagrań
- Budka Suflera „Na moście w Avignon” (1996), „Uwerturka” (1995), „Chodź” (1995) | aranżacja, reżyseria nagrań
- Iwona Sawulska I JOLANTA MUNCH „Love and Passion” (2000) | produkcja nagrań
- Izabela Trojanowska „Stało się” (1996) | remix
- Jacek Skubikowski | aranżacja, reżyseria nagrań
- Katarzyna Duda i MAŁA FILHARMONIA „Cztery Pory Roku” (2005) | produkcja nagrań
- Krzysztof Cugowski „Oczy księcia” (1998) | kompozycja i produkcja muzyki; „Kolędy” (1999) | sampling; „Przebudzenie” (2015) | reżyseria nagrań wokalnych
- Krzysztof Misiak „Zdjęcie z Misiem” (2002) | produkcja i reżyseria nagrań
- Lady Pank i DARIUSZ MICHALCZEWSKI „Niedawno” (1997) | aranżacja i produkcja nagrań
- Lubelska Federacja Bardów „Klechdy lubelskie” (2009) | reżyseria nagrań
- Maanam „Smycz” (1997) | reżyseria nagrań
- Marcin Różycki „Taniocha” (2004) | kompozycja, aranżacja i produkcja nagrań; „Już się raczej nie przejmuję” (2006) | mix
- Marek Raduli „Meksykański symbol szczęścia” (1996) | reżyseria nagrań; „Nad dachem świata” (2002) | kompozycja, aranżacja i produkcja nagrań
- Marek Torzewski feat. AGATA TORZEWSKA „Ma Vie” (Eurowizja 2005), „La Passion” (2005) | kompozycja, aranżacja i produkcja nagrań
- Olga Bończyk „Księga nadziei”, „Księga natchnień”, „Księga prawd”, „Księga zmian”, Paradygmat” (2002) | kompozycja, aranżacja i produkcja nagrań
- Półbuty (zespół muzyczny) „To twoje życie i twoje marzenia” (2001) | reżyseria nagrań
- Siwy Dym „Dwa Światy: Nie dam ja się” (2001) | reżyseria nagrań
- Stachursky „Tam gdzie ty” (Eurowizja 2003) | reżyseria nagrań
- Stare Dzwony „Pora w morze nam” (2003) | produkcja i reżyseria nagrań
- Krzysztof Wałecki „No1” (2007) | co-produkcja i reżyseria nagrań
- Waldemar Malicki i JAN ARNAL „Cimarosa” (2001) | produkcja i reżyseria nagrań
- Wanda i Banda „Kanonady galopady” (2001), „Te noce są gorące” (2003) | reżyseria nagrań
- Zdzisława Sośnicka „Tańcz choćby płonął świat” (2015) | reżyseria nagrań orkiestrowych i wokalnych